# هاشيم دومينغو
هاشيم دومينغو (بالإنجليزية: Haashim Domingo)‏ (13 أغسطس 1995 بكيب تاون في جنوب أفريقيا - ) هو لاعب كرة قدم جنوب أفريقي في مركز الوسط. لعب مع Raufoss Fotball ‏.

## روابط خارجية
- هاشيم دومينغو على موقع قاعدة بيانات كرة القدم.إي يو (الإنجليزية)
- هاشيم دومينغو على موقع Soccerway.com (الإنجليزية)